# Dolichocoxys
Dolichocoxys – rodzaj muchówek z rodziny rączycowatych (Tachinidae).

## Wybrane gatunki
- D. femoralis Townsend, 1927[1]
- D. rossica Mesnil, 1963[1]
- D. wangi Zhang & Liu, 2008[1]